# Eric Roll
Pour les articles homonymes, voir Roll.
Eric Roll (1er décembre 1907 – 30 mars 2005 ) est un économiste, universitaire et banquier britannique.

## Biographie
Il est professeur d'économie et commerce à l'université de Hull. Pendant la Seconde Guerre mondiale, il est directeur adjoint de la British Food Mission (1941–1946). Il représente le Royaume-Uni à la conférence de Paris concernant le plan Marshall.
Membre du Parti travailliste depuis 1964, il est secrétaire permanent du nouveau Department of Economic Affairs.
Il est aussi chef de la Banque d'Angleterre de 1968 à 1977, président de la banque d'affaires SG Warburg, et directeur de The Times.
Il est enfin président du Groupe Bilderberg de 1986 à 1989.

## Distinctions
- Ordre du Bain (Compagnon)
- Ordre de Saint-Michel et Saint-Georges (Chevalier commandeur)
- Officier de la Légion d'honneur
- Pair à vie, avec le titre de baron Roll of Ipsden (1977)

## Publications
- A History of Economic Thought, 1938
- Crowded Hours (autobiographie), 1985